# Odette Micheli

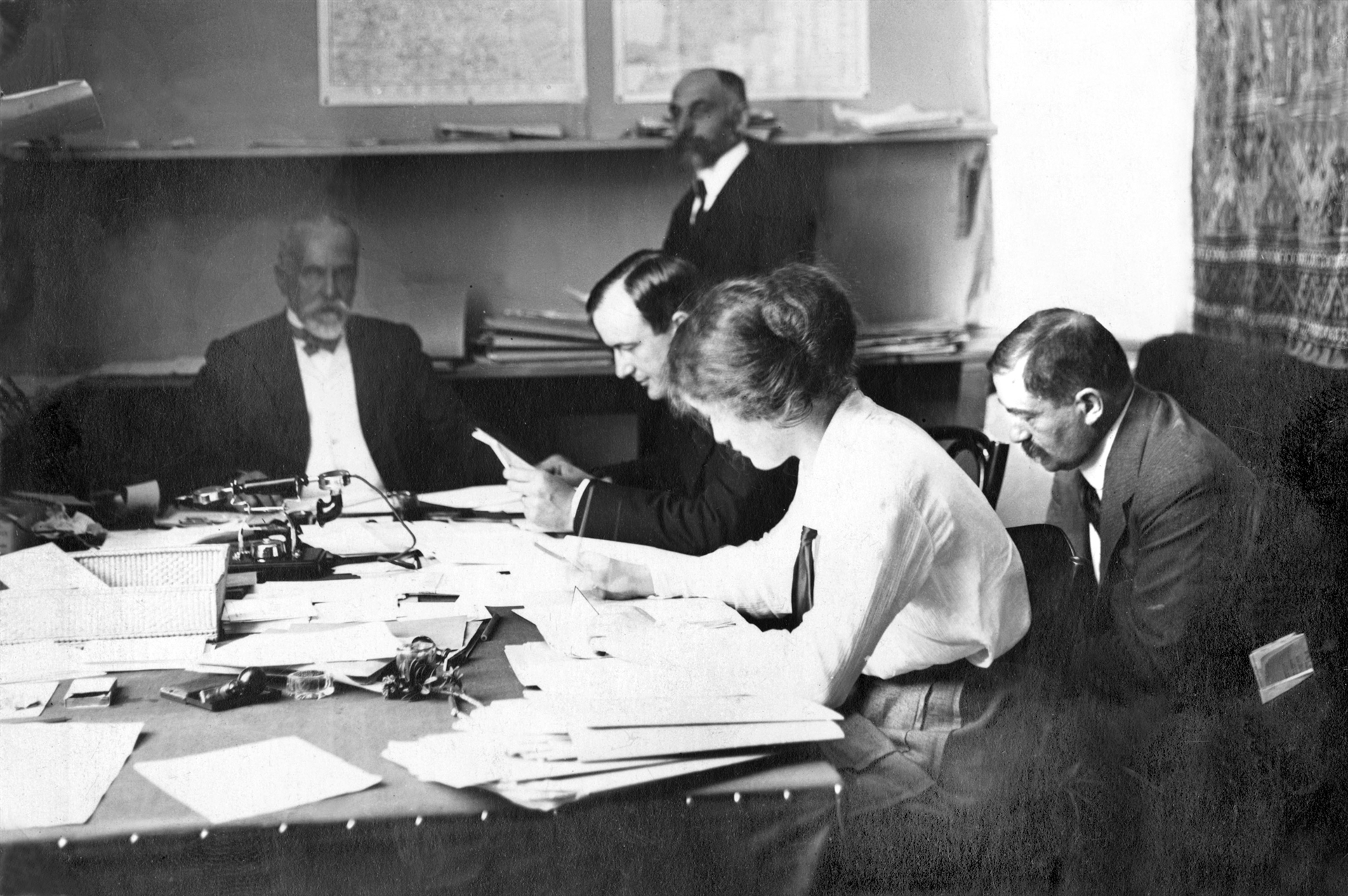
Zentralstelle für Kriegsgefangene im Ersten Weltkrieg: Gustave Ador, Paul des Gouttes (stehend), Frédéric Barbey, Odette Micheli und ihr Vater

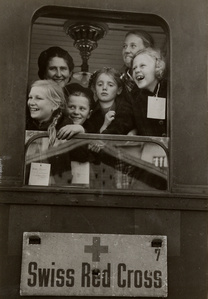
Konvoi der SRK Kinderhilfe

Odette Micheli (* 20. November 1896 in Bern; † 7. Juni 1962 in Genf) war eine Schweizer Schriftstellerin, Übersetzerin und Delegierte der Kinderhilfe des Schweizerischen Roten Kreuzes (SRK, Kh) für das besetzte Nordfrankreich.

## Leben und Tätigkeiten
Odette Micheli wuchs als Zweitjüngste mit drei Brüdern im Weiler Landecy in Bardonnex am Stadtrand von Genf auf. Ihr Vater Horace Micheli (1866–1931) war Grundbesitzer, Journalist beim Journal de Genève, Nationalrat und Mitglied des IKRK. Die protestantischen Micheli waren im 16. Jahrhundert als Glaubensflüchtlinge von Lucca, Italien, nach Genf eingewandert.
Während des Ersten Weltkriegs arbeitete sie als Freiwillige in der Internationalen Zentralstelle für Kriegsgefangene zusammen mit dem IKRK-Präsidenten Gustave Ador und ihrem Vater.
1918 heiratete sie den Schweizer Komponisten Frank Martin. Vom Oktober 1918 bis Juni 1920 lebten sie in Zürich, dann kehrten sie auf das Landgut Micheli in Landecy zurück und verbrachten einige Zeit in Rom, Ravenna und 1924 in Paris. 1922 wurde ihr gemeinsamer Sohn Renaud geboren. 1930 liessen sie sich scheiden. Odette Micheli war für die Organisation der Gottesdienste der Protestantischen Kirche ihrer Pfarrei verantwortlich.
Im Zweiten Weltkrieg war sie Delegationsleiterin der Kinderhilfe des Schweizerischen Roten Kreuzes in Paris und für die von der Wehrmacht besetzte Nordzone Frankreichs zuständig.

### Tätigkeit bei der Kinderhilfe

Frankreich während der deutschen Besatzungszeit von 1940 bis 1944

Während der Besetzung von Paris verbreitete sich die Tuberkulose wieder. Es brauchte deshalb eine grössere Aktion um gegen diese Epidemie anzukämpfen. Die Schweizer Behörden hatte beschlossen, 10.000 französischen Kindern aus der besetzten Nordzone und der unbesetzten Südzone einen dreimonatigen Erholungsaufenthalt in der Schweiz zu ermöglichen.
Ab Ende 1940 leitete Micheli die Delegation für die besetzte Nordzone der Schweizerischen Arbeitsgemeinschaft für kriegsgeschädigte Kinder (SAK) (ab Januar 1942 Kinderhilfe des Schweizerischen Roten Kreuzes) in Paris, wo sie nach zähen Verhandlungen mit den deutschen Behörden die Erlaubnis erhielt, Kinder zwischen 6 und 12 Jahren zur Erholung in die Schweiz zu schicken.
Im November 1940 kamen die ersten 83 Kinder aus der Südzone im Aufnahmezentrum in Genf und im Mai 1941 Kinder aus Belgien im Aufnahmezentrum Basel an. Das mediale Echo auf den ersten Sonderzug aus Paris, der am 25. März 1942 mit 647 Kindern aus der besetzten Nordzone in Genf eintraf, war gross. Vom November 1940 bis Jahresende 1941 transportierte die SAK 2202 französische Kinder aus der unbesetzten und 2897 aus der besetzten Zone sowie 2025 belgische Kinder in die Schweiz. Der Vorteil der Kinderzüge in die Schweiz war, dass Tausende profitierten, während die SAK-Heime in Frankreich nur ein paar hundert Kinder aufnehmen konnten.
Die Teilnahme jüdischer Kinder an den Kinderzügen war anfänglich nicht vorgesehen, weil sie von der Zustimmung der Behörden auf beiden Seiten der Grenze abhing, ihre Rückkehr nicht garantiert wurde und die Zahl der Flüchtlinge in der Schweiz nicht zunehmen durfte. Offenbar gelang es Micheli jedoch trotzdem von Zeit zu Zeit ein paar jüdische Kinder der besetzten Zone mitreisen zu lassen, nachdem sie die deutschen Behörden informiert hatte und diese ein Auge zudrückten. Grössere Flexibilität bestand für die Kinderhilfe bei den in die Schweiz geflohenen oder in SRK-Heimen in Frankreich untergebrachten jüdischen Kindern.
Neben den Konvois in die Schweiz wurden für die unterernährten Kinder in Paris und den grossen Städten 1944–1945 rund 700.000 Mahlzeiten organisiert und auch noch nach dem Krieg in Lagern, Kantinen, Schulen und Krippen über 2200 Tonnen Nahrungsmittel verteilt.

### Der letzte „leise“ Konvoi
Im Oktober 1942 wurden die Kinderzüge aus der Nordzone von den deutschen Besatzern verboten. Die Mitteilung traf drei Tage vor der Abfahrt des letzten Konvois mit 1220 teilweise prätuberkulösen Kindern aus Paris ein. Der Delegation von Micheli gelang es jedoch den Zug abfahren zu lassen, weil die Militär- und Zivilbehörden die Abfahrtszeit und die Route nicht kannten. Für Michelis Delegation hatte diese Kühnheit keine Konsequenzen von Seiten des SRK oder der Behörden. Der Konvoi konnte ohne Hindernisse die Demarkationslinie passieren und nach Genf fahren. Diese Kinder wurden als erste in dem auf Anregung von Hugo Oltramare neu geschaffenen, grossen Henry-Dunant-Zentrum (ehemals Carlton-Parc Hotel, heute IKRK Hauptsitz) in Genf einquartiert. Das Rote Kreuz und die Schweizer Behörden beschlossen, die Nachricht vom deutschen Verbot der Kinderzüge nicht medial zu verbreiten, da sie befürchteten, damit den anderen laufenden Hilfsaktionen zu schaden.
Die Konvois konnten erst Ende 1944 langsam wieder aufgenommen werden, nachdem Micheli im Oktober darum gebeten hatte. Dies hing von der Zusammenarbeit mit dem Französischen Roten Kreuz, der Wiederherstellung der Bahnverbindungen und den Militäroperationen ab.

### Rettung der Bevölkerung von Dünkirchen
Nach der Befreiung von Paris am 25. August 1944 durch die Alliierten gab es im Sommer und Herbst 1944 immer noch feindliche Stützpunkte wie die grossen Atlantikhäfen (Lorient, Saint-Nazaire, Dünkirchen, Royan), die von den Alliierten blockiert oder durch Luftangriffe zerstört wurden.
Als Odette Micheli, die als SRK-Delegierte in militärischen und politischen Kreisen verkehrte, erfuhr, dass die Amerikaner Dünkirchen bombardieren wollten, bat sie General Eisenhower die Bombardierungen um drei Tage zu verschieben, damit die Bevölkerung evakuiert werden könne. Anfang Oktober 1944 organisierte sie die Evakuierung von 18.000 Erwachsenen und Kindern mit Hilfe des französischen Roten Kreuzes und dem Schweizer Konsul in Lille, Fred Huber, ins Innere des Landes. Die Stadt blieb schliesslich verschont. Die deutsche Besatzung ergab sich erst am 9. Mai 1945.

## Ehrungen
- 1946 wurde sie durch das Dekret des französischen Präsidenten zum Ritter der Ehrenlegion ernannt.[4]
- Sie wurde für ihre Verdienste zur Ehrenbürgerin von Dünkirchen ernannt.

## Veröffentlichungen und Übersetzungen
- Souvenir d'un frère. In: Louis Micheli, 1893–1945, P.-E. Grivet, Genf 1946
- Studie über das Leben von Sigismondo Malatesta
- Aperçu sur l'activité de la Croix-Rouge suisse, Secours aux enfants, en France 1942–1947. Edité par la Croix-Rouge Suisse, Genf 1949.
- John Collier: Le Mari de la Guenon. Vom Englischen übersetzt von Odette Micheli. Stock Paris 1933, Robert Laffont 2012, ISBN 2-221-11024-2
- Hermann Graf Keyserling: Voyage dans le temps. Autobiografie, übersetzt aus dem Deutschen durch Odette Micheli und André Meyer. Stock, Paris 1961, ISBN 2841001946
- John Kennedy Toole: La bible de néon. Übersetzt von Odette Micheli, Robert Laffont 2008, ISBN 2221110749